# 경상여자고등학교
경상여자고등학교(慶尙女子高等學校)는 대한민국 대구광역시 북구 침산동에 위치한 사립 고등학교이다.

## 학교 연혁
- 1957년 5월 25일 : 대구시 북구 태평로 110번지에서 대구여자고등공민학교로 개교 (설립자 겸 초대 교장 권희태)
- 1966년 3월 30일 : 대구여자고등공민학교를 경희여자실업학교로 개편
- 1967년 2월 14일 : 경희여자상업학교 설립 인가
- 1968년 12월 2일 : 태평로에서 북구 침산동 810번지로 학교를 옮김
- 1972년 10월 25일 : 학교 법인 경희교육재단을 설립(초대 이사장 권희균 선생 취임)
- 1977년 11월 2일 : 경희여자상업고등학교 설립
- 1985년 10월 4일 : 경희여자상업고등학교를 일반계 고등학교로 개편(교명 대구경희여자고등학교)
- 1988년 5월 25일 : 대구경희여자고등학교를 경상여자고등학교로 교명을 변경
- 1990년 6월 21일 : 다목적 종합 실내 체육관 준공
- 2005년 11월 4일 : 문헌정보관 7층 개관
- 2014년 7월 1일 : 제5대 이사장 권희태 선생 취임
- 2021년 3월 1일 : 제11대 최은영 교장 취임
- 2022년 2월 9일 : 제53회 졸업식 거행(2021학년도 228명, 총 졸업생 31,035명)
- 2022년 3월 2일 : 2022학년도 입학식 거행(2022학년도 208명 입학)

## 참고 자료
- 경상여자고등학교 - 한국교육학술정보원 학교알리미